# 아인 (가수)
아인(본명: 이아인 , 본명 한자: 李妸仁, 1999년 9월 27일 ~ )은 과거 대한민국의 걸 그룹 모모랜드의 일원이였으며, 메인 보컬을 맡았다.

## 학력
- 서울공연예술고등학교 실용음악과(졸업)

## 음반

### OST
| 앨범 정보         | 발매일          | 가수       | 수록곡        |
| ----------------- | --------------- | ---------- | ------------- |
| 크로스 OST Part 5 | 2018년 3월 13일 | 아인, 태하 | 원하고 바래요 |

## 출연작

### TV 프로그램
- 2016년 엠넷 SURVIVAL MOMOLAND를 찾아서
- 2018년 MBC 뮤직 모모랜드의 사이판랜드
- 2019년 MBC 미스터리 음악쇼 복면가왕 - 운세를 샀더니 과자가 딸려왔네 포춘쿠키(참가자)

### 드라마
- 2024년 KBS2 개소리 - 윤노란 역